# Scherzo diabolico
Scherzo diabolico (Scherzo diabólico) es el tercero de los Estudios en los tonos menores, op. 39 para piano solo del compositor francés Charles-Valentin Alkan. Está en la tonalidad de sol menor y fue compuesto en 1857. La pieza está estructurada en forma ternaria, comenzando en sol menor y tiene un trío en sol mayor. Comparte muchas similitudes con el Scherzo en si bemol menor de Chopin, op. 31.
El scherzo comienza suavemente, con una frase en sol menor, coloreada por un la♭ cromático. Este cromatismo se repite a lo largo del scherzo por el uso de la sexta napolitana. Es muy impulsivo y obsesivo, y contiene numerosos arpegios rápidos.
El trío, marcado un poco più largamente, es completamente contrastante, con acordes enormes y fuertes.
El scherzo luego regresa, pero en ppp, y contiene una instrucción para mantener presionados los pedales de una corda y sostenido. Controlar la enorme energía y velocidad del scherzo plantea un desafío muy difícil para el pianista, y su dificultad aumenta en los pianos modernos.

## Grabaciones
- Alkan: Grande sonate, op. 33 "Les quatres âges" / 4 Études, op. 39 / La Chanson de la folle au bord de la mer / Allegro barbaro. Ronald Smith. EMI Classics, 1992
- Alkan: The Railway / Préludes / Études / Esquisses. Naxos, 1995[4]
- Alkan: 12 Études, op. 39. Jack Gibbons. ASV, 1995[5]
- Charles-Valentin Alkan: Piano Music, Volume 1. Bernard Ringeissen. Naxos, 2001[6]
- Alkan: Deuze études dans les tons mineurs, op. 39. Stephanie McCallum. ABC Classics, 2006[7]
- Alkan Genius Enigma. Vincenzo Maltempo. Piano Classics, 2015[8]
- Alkan Edition. Vincenzo Maltempo. Brilliant Classics, 2017[9]